# Marco Histórico Nacional no Idaho

Localização do Idaho nos Estados Unidos.

A lista de Marco Histórico Nacional no Idaho contem os marcos designados pelo Governo Federal dos Estados Unidos para o estado norte-americano do Idaho.
Existem 10 Marcos Históricos Nacional (NHLs) no Idaho. Eles estão distribuídos em 10 dos 44 condados do estado. Os primeiros marcos do Idaho foram designados em 9 de outubro de 1960 e o mais recente em 21 de junho de 1990.
Dois locais no Idaho se estendem pela fronteira com o estado de Montana e estão listados pelo Serviço Nacional de Parques como NHLs neste estado, são eles, o Passo Lemhi e a Trilha Lolo.

## Listagem atual
Legenda:
| NRHP | Registro Nacional de Lugares Históricos |
| NHL  | Marco Histórico Nacional                |
| NHLD | Distrito Histórico Nacional             |
| HD   | Distrito Histórico                      |
| NHS  | Local Histórico Nacional                |
| NMEM | Memorial Nacional dos EUA               |
| NMON | Monumento Nacional dos EUA              |
| NHP  | Parque Histórico Nacional dos EUA       |
| NMP  | Parque Nacional Militar dos EUA         |

| [ 2 ] | Nome                                | Imagem | Inclusão                         | Localidade e coordenadas | Condado                       | NHLS     | Observações                                                                                       |
| ----- | ----------------------------------- | ------ | -------------------------------- | --- | ----------------------------- | -------- | ------------------------------------------------------------------------------------------------- |
| 1     | Assay Office                        |        | 30 de maio de 1961 (63 anos)     | Main Street, 210, Boise 43° 36′ 40,98″ N, 116° 11′ 45,03″ O                                                                                       | Ada                           | 66000305 |                                                                                                   |
| 2     | City of Rocks                       |        | 19 de julho de 1964 (60 anos)    | Parque Estadual City of Rocks, Almo 42° 04′ 34″ N, 113° 42′ 06″ O                                                                                 | Cassia                        | 66000308 |                                                                                                   |
| 3     | Forte Hall                          |        | 20 de janeiro de 1961 (64 anos)  | Reserva Indígena de Fort Hall, 11 millhas à oeste de Fort Hall                                                                                    | Bannock                       | 66000306 |                                                                                                   |
| 4     | Local do Massacre de Bear River     |        | 21 de junho de 1990 (34 anos)    | Preston | Franklin                      | 73000685 |                                                                                                   |
| 5     | Locais da Batalha de Camas Meadows  |        | 11 de abril de 1989 (35 anos)    | Kilgore | Clark                         | 89001081 |                                                                                                   |
| 6     | Missão Cataldo                      |        | 4 de julho de 1961 (63 anos)     | Cataldo | Kootenai                      | 66000312 |                                                                                                   |
| 7     | Passo Lemhi                         |        | 9 de outubro de 1960 (64 anos)   | 12 milhas a leste de Tendoy, ID fora da ID 28, nas Florestas Nacionais de Beaverhead e Salmon 44° 58′ 29″ N, 113° 26′ 41″ O                       | Lemhi, ID e Beaverhead, MT    | 66000313 | Marco compartilhado com o estado de Montana, porém listado oficialmente no Idaho.                 |
| 8     | Planície Weippe                     |        | 23 de maio de 1966 (58 anos)     | Weippe | Clearwater                    | 66000311 |                                                                                                   |
| 9     | Reator Experimental Reprodutor No.1 |        | 21 de dezembro de 1965 (59 anos) | Laboratório Nacional de Idaho, Arco 43° 30′ 41,12″ N, 113° 00′ 20,29″ O                                                                           | Butte                         | 66000307 |                                                                                                   |
| 10    | Trilha Lolo                         |        | 9 de outubro de 1960 (64 anos)   | Pararelo a U.S. 12 nos cumes das Montanhas Bitterroot, de Passo Lolo a Weippe, nas proximidades de Lolo Hot Springs 46° 38′ 07″ N, 114° 34′ 47″ O | Clearwater, ID e Missoula, MT | 66000309 | Faz parte do Parque Histórico Nacional de Nez Perce. Marco compartilhado com o estado de Montana. |

## Áreas históricas do NPS no Idaho
Locais históricos nacional, parques históricos nacional, alguns monumentos nacional e determinadas áreas listadas no Sistema Nacional de Parques são marcos históricos de importância nacional, geralmente já protegidos antes mesmo da criação do programa NHL em 1960.
Existem 2 dessas áreas no Idaho.
|   | Nome                                 | Imagem | Inclusão                        | Localidade e coordenadas               | Condado    | NRIS     | Observações |
| - | ------------------------------------ | ------ | ------------------------------- | -------------------------------------- | ---------- | -------- | ----------- |
| 1 | Parque Histórico Nacional Nez Perce  |        | 15 de outubro de 1966 (58 anos) | Spalding 46° 08′ 31″ N, 116° 21′ 34″ O | Clearwater | 66000310 |             |
| 2 | Local Histórico Nacional de Minidoka |        | 10 de julho de 1979 (45 anos)   | 42° 38′ 13″ N, 114° 13′ 56″ O          | Jerome     |          |             |